# Rivière Brûlée (rivière Portneuf)
Pour les articles homonymes, voir Rivière Brûlée.
La rivière Brûlée est un affluent de la rivière Portneuf, coulant sur la rive Nord-Ouest du fleuve Saint-Laurent, dans la Province de Québec, au Canada. Le cours de cette rivière traverse les régions administratives de :
- Côte-Nord : dans la municipalité régionale de comté (MRC) La Haute-Côte-Nord, dans le territoire non organisé de Lac-au-Brochet ;
- Saguenay-Lac-Saint-Jean : MRC de Le Fjord-du-Saguenay, dans le territoire non organisé Mont-Valin.

Une route forestière secondaire dessert la vallée de la rivière Brûlée et remonte vers le Nord pour desservir la zone du lac Émilien. La route forestière R0953 (sens Est-Ouest) passe à environ 19,5 km au Nord du cours supérieur de la rivière Brûlée. Quelques autres routes forestières secondaires desservent le territoire pour les besoins de la foresterie et des activités récréotouristiques,,.
Les activités récréotouristique constituent la principale activité économique ; la foresterie, en second.
La surface de la rivière Brûlée habituellement gelée de la fin novembre au début avril, toutefois la circulation sécuritaire sur la glace se fait généralement de la mi-décembre à la fin mars.

## Géographie
Les principaux bassins versants voisins de la rivière Brûlée sont :
- Côté Nord : Lac Emmuraillé, lac du Dégelis, rivière Portneuf, rivière Andrieux, lac Kakuskanus, lac du Sault aux Cochons, rivière du Sault aux Cochons ;
- Côté Est : Rivière du Sault aux Cochons, ruisseau aux Bouleaux, rivière Portneuf Est, rivière Rocheuse ;
- Côté Sud : Rivière Portneuf, ruisseau Liégeois, rivière des Escoumins ;
- Côté Ouest : Lac Patien, Rivière Portneuf, lac Laflamme, lac Poulin-De Courval, rivière Wapishish, rivière aux Sables[2].

La rivière Brûlée prend sa source à l’embouchure d’un lac Plat (longueur : 0,75 km ; altitude : 680 m), en zone forestière, dans le territoire non organisé de Lac-au-Brochet. Ce lac est situé à 3,0 km de la limite Ouest de la zec de Forestville, à 13,1 km au Sud-Est de l’embouchure de la rivière Brûlée et à 7,3 km au Sud du cours de la rivière Portneuf Est.
À partir de l’embouchure du lac Plat, le cours de la rivière Brûlée coule sur 20,7 km généralement vers le Nord, selon les segments suivants :
- 2,5 km vers le Nord, puis l’Ouest notamment en traversant le lac Maribou (altitude : 620 m) et le Lac à l’Eau Claire (longueur : 2,0 km ; altitude : 619 m), jusqu’à son embouchure ;
- 3,4 km vers le Nord en formant une courbe vers l’Ouest où le courant traverse le lac Bellechasse (longueur : 2,0 km ; altitude : 619 km) sur sa pleine longueur en contournant une montagne, jusqu’à la décharge (venant de l’Est) du lac de Norvège. Note : Le lac Bellechasse chevauche la limite de la région administrative de Saguenay-Lac-Saint-Jean et la Côte-Nord. Une tour de garde-feu était située au sommet d’une montagne (altitude : 734 m à 1,0 km à l’Ouest du lac Bellechasse ;
- 2,1 km vers le Nord en recoupant la limite des deux régions administratives dans une vallée encaissée, jusqu’à un ruisseau (venant de l’Est) ;
- 6,9 km vers l’Ouest en traversant la limite entre les territoires non organisé de Lac-au-Brochet et de Le Fjord-du-Saguenay, en serpentant jusqu’à la décharge (venant du Nord) du lac Didier ;
- 5,8 km vers l’Ouest en serpentant jusqu’à son embouchure[2].

L'embouchure de la rivière Brûlée se déverse sur la rive Est du lac Patien lequel est traversé vers le Sud par la rivière Portneuf, dans le territoire non organisé de Mont-Valin. Cette confluence de la rivière Brûlée située à :
- 1,5 km en aval de l’embouchure du lac Emmuraillé lequel est traversé par la rivière Portneuf ;
- 20,9 km au Sud-Est du lac Portneuf ;
- 85,7 km au Nord-Ouest du centre du village des Escoumins ;
- 83,7 km à l’Ouest de l’embouchure de la rivière Portneuf (confluence avec l’estuaire du Saint-Laurent) ;
- 15,2 km au Nord-Est du lac Laflamme ;
- 79,8 km à l’Ouest du centre-ville de Forestville[2],[5].

À partir de l’embouchure de la rivière Brûlée, le courant coule sur 118,8 km d’abord vers le Sud, puis généralement vers le Sud-Est en suivant le cours de la rivière Portneuf pour aller se déverser sur la rive Nord-Ouest de l'estuaire du Saint-Laurent, dans Portneuf-sur-Mer.

## Toponymie
Le toponyme rivière Brûlée a été officialisé le 10 juin 1982 à la Banque des noms de lieux de la Commission de toponymie du Québec.